# Idoia López Riaño
Idoia López Riaño (San Sebastián, 18 de marzo de 1964) es una antigua integrante del grupo terrorista ETA que cumplió condena por el asesinato de 23 personas (crímenes realizados entre 1984 y 1986). En prisión se desvinculó de ETA para acogerse a la denominada 'vía Nanclares' y firmó un documento pidiendo perdón a sus víctimas. Recibió el apodo policial de 'la Tigresa', aunque su alias real en ETA era 'Margarita'.

## Biografía
Nació en San Sebastián el 18 de marzo de 1964, de padres salmantinos, aunque se crio en Rentería. Ingresó en la banda terrorista ETA en 1984, año en que también cometió su primer crimen.
Fue detenida en Francia el 25 de agosto de 1994, momento en el cual el estado español pidió su extradición que no fue concedida de inmediato, ya que fue condenada previamente a cinco años de cárcel por el Tribunal Correccional de París por un delito de asociación de malhechores. En junio de 1999 el Tribunal Supremo francés rechazó un recurso contra su extradición, por lo que finalmente, el 9 de mayo de 2001, fue entregada a las autoridades españolas.
En España fue juzgada por su condición de miembro del 'comando Oker', que actuaba en Guipúzcoa, por el asesinato del ciudadano francés Josep Couchot, cometido el 16 de noviembre de 1984; el supuesto traficante de drogas Ángel Facal Soto, el 26 de febrero de 1985; y el policía nacional Máximo Antonio García Cleiter. También fue juzgada, como integrante del 'comando Madrid', por su participación en el atentado de la plaza de la República Dominicana, perpetrado en Madrid el 14 de julio de 1986, en el que murieron 12 agentes de la Guardia Civil. Se le imputó además el triple asesinato del teniente coronel Carlos Besteiro, del comandante Ricardo Sáenz de Ynestrillas y del soldado Francisco Casillas, cometido el 17 de junio de 1986. También fue procesada por el atentado perpetrado en Madrid el 25 de abril de 1986 con coche bomba y que costó la vida a cinco guardias civiles. Por todos estos crímenes, la Audiencia Nacional la sentenció a penas de prisión de más de 2000 años de prisión.
Estando en prisión contrajo matrimonio dos veces: con Juan Ramón Rojo, en 2004, y, posteriormente, con Joseba Arizmendi Oiartzabal.
En noviembre de 2011 fue expulsada del colectivo oficial de presos de ETA tras firmar el documento exigido por el Ministerio de Interior para acogerse a las medidas individualizadas que permitían progresar de grado. Esta expulsión se produjo un mes después de que ETA anunciara el cese definitivo de la violencia. En octubre de 2016, el juzgado de vigilancia penitenciaria de la Audiencia Nacional de España permitió seis salidas anuales del centro penitenciario. Previamente había abandonado ETA y pedido perdón a las víctimas, siguiendo la denominada 'vía Nanclares' de reinserción de presos terroristas. El 13 de junio de 2017 salió de prisión en libertad por haber cumplido todas sus condenas.

## Atentados en los que participó[11]
Ella admite solo dos. Joseph Couchot y Angel Manuel Facal Soto.
- 16/11/1984, asesinado en Irún:
  - Joseph Couchot (49), Empresario de transportes. Dispararon seis tiros de pistola contra él. Joseph cayó desplomado al suelo, y allí fue rematado con un tiro en la cabeza.
- 26/02/1985, asesinado en Pasajes:
  - Ángel Manuel Facal Soto (42), Marinero.
- 12/05/1985, asesinado en San Sebastián.
  - Máximo Antonio García Kleiner (29), Policía Nacional. Disparo en la nuca.
- 25/04/1986, coche bomba en Madrid:
  - Alberto Amancio Alonso Gómez (23), Guardia Civil.
  - Juan José Catón Vázquez (29), Guardia Civil.
  - Vicente Javier Domínguez González (25), Guardia Civil.
  - Juan Carlos González Rentero (21), Guardia Civil.
  - Juan Mateos Pulido (30), Guardia Civil. 1 hijo.
- 17/06/1986, ametrallados con subfusil, Madrid:
  - Francisco Casillas Martín (19), Soldado del Ejército de Tierra.
  - Ricardo Sáenz de Ynestrillas Martínez (50), comandante del Ejército de Tierra. 3 hijos.
  - Carlos Vesteiro Pérez (51), teniente coronel del Ejército de Tierra. 4 hijos.
- 14/07/1986: atentado de la plaza de la República Dominicana, Madrid:
  - Carmelo Bella Álamo (22), Guardia Civil.
  - Juan Ignacio Calvo Guerrero (25), Guardia Civil. 1 hijo.
  - José Calvo Gutiérrez (19), Guardia Civil.
  - Miguel Ángel Cornejo Ros (24), Guardia Civil.
  - Ángel Manuel de la Higuera López (20), Guardia Civil.
  - Javier Esteban Plaza (26), Guardia Civil.
  - Andrés José Fernández Pertierra (20), Guardia Civil.
  - Jesús María Freixes Montes (21), Guardia Civil.
  - José Joaquín García Ruiz (21), Guardia Civil.
  - Santiago Iglesias Godino (20), Guardia Civil.
  - Jesús Jiménez Jimeno (20), Guardia Civil.
  - Antonio Lancharro Reyes (21), Guardia Civil.